# 와인버그-위튼 정리
물리학에서 와인버그-위튼 정리(Weinberg-Witten theorem)는 기본 힘이 아닌 특정 종류의 창발된 힘(emergent force)이 불가능하다는 정리다. 와인버그-위튼 정리에 따르면, 4차원 민코프스키 시공간에서 힘을 매개하는 입자는 오직 스핀 0, 1 ,2만을 가질 수 있다.

## 역사
1980년대 학계에서는 앞선입자나 테크니컬러(technicolour) 등 오늘날 기본 입자로 이해하는 입자가 사실은 강입자처럼 더 작은 입자가 뭉쳐진 복합 입자(composite)라고 보는 관점이 유행하였다. 이 관점을 이를 힘을 매개하는 보손에 적용하면 기본힘도 사실은 단순히  현상론적일 수 있다고 많은 이들은 생각하였다.
이러한 모형이 수학적으로 불가능할 수 있다고 케이스(K. M. Case)와 가시오로비츠(S. G. Gasiorowicz)가 제안하였고, 스티븐 와인버그와 에드워드 위튼이 이러한 모형들이 수학적으로 불가능하다는 사실을 증명하였다. 이 정리는 오늘날 와인버그-위튼 정리라고 불린다.

## 정리
- 3+1차원 양자장론에서, 푸앵카레 공변하고, 무질량 입자에 의해 운반되는 4차원 벡터류(流)를 보존하려면,  그 입자의 나선도(helicity) |h|는 ½ 보다 작아야 한다.
- 3+1차원 양자장론에서, 푸앵카레 공변하는 에너지-운동량 텐서를 보존하려면, 모든 무질량 입자는 나선도 |h|가 1 보다 작아야 한다.

어떤 입자의 나선도는 스핀의 선형 운동량 방향에 대한 사영이다. 스핀이 n일 때 가능한 나선도는 n, n-1,.., -n이다.

## 적용
이 정리를 창발된(떠오른, 나타난, emergent) 이론과 합성(composite) 이론에 적용할 수 있다.
창발된 중력(emergent gravity)은 게이지 대칭성을 이용하여 중력자를 만들어 중력을 설명하고자 하는 시도이다.
만약 중력이 4차원의 민코프스키 공간 즉 평평한 공간의 창발된 이론이라면, 뇌터의 정리에 의해 푸앵카레 공변이며 보존되는 에너지-운동량 텐서를 만들 수 있다. 만약 이론이 내부 게이지 대칭성(양-밀즈 이론과 같이)을 갖는다면 벨린판테-로젠펠트 스트레스-에너지 텐서를 만들어 게이지 불변성을 보일 수 있다. 그러나 이 공간에서는 미분동형사상 대칭(diffeomorphism symmetry)이 없기 때문에 와인버그-위트 정리에 의해 스핀 2인 중력자를 만들어낼 수 없다.
또 광역 대칭(global symmetry)으로 보존되는 4차원 벡터류를 만든다고 해도, 이 광역 대칭에 대해 전하를 갖는 스핀 1이고 질량이 없는 벡터 보손을 만들 수 없다. 즉 나타내는 게이지 이론을 광역 대칭으로 만들 수 없다.

## 예외

### 비가환적 게이지 이론
비가환적 게이지 이론, 또는 양-밀스 이론은 질량이 0이고 헬리서티 1인 입자, 즉 게이지 보손으로 전류를 만들 수 있다. 이는 전류가 푸앵카레 불변이 아니지만 게이지 대칭성까지 고려한 푸앵카레 불변량이 보존되면 되기 때문이다. 즉, {\displaystyle \partial ^{\mu }J_{\mu }=0}은 아니지만 {\displaystyle D^{\mu }J_{\mu }=0}이기 때문이다. 여기에서 D는 공변 미분으로, 게이지 변환을 포함한다. 어떤 게이지를 고정시키면 이 이론은 푸앵카레 대칭 불변이 아니다.

### 일반상대론
비가환적 게이지 이론과 마찬가지로, 일반 상대론에서도 에너지-모멘텀 텐서 자체는 푸앵카레 불변이 아니지만, 좌표 변형 대칭(general coordinate transformation)을 고려하면 포앙카레 불변량이 된다. 이를 게이지 대칭으로 보아도 된다.

### 무거운 게이지 보손 이론, 무거운 중력자 상대론
질량이 0인 힘의 매개체가 아니므로 괜찮다. 가령 전역(global) 대칭에 의해 질량이 0이고 스핀이 1인 벡터 보손은 만들 수 없지만, 질량이 있는 W와 Z 보손 등은 전역 대칭에 의해 전하를 띠도록, 더 기본적인 가상의 입자(앞선입자 등)을 이용하여 만들 수 있다.

### 추가 차원
그러나 90년대 말, 추가 차원을 고려하면 이 정리의 전제와 다른 상황을 상정할 수 있기 때문에 창발된 힘도 가능하다. 가령 4+1차원을 생각하면, 전류가 흐르는 공간(5차원)과 로렌츠 대칭이 있는 공간(4차원)이 다르므로 이 정리를 피해갈 수 있다.